# Teoria das janelas quebradas

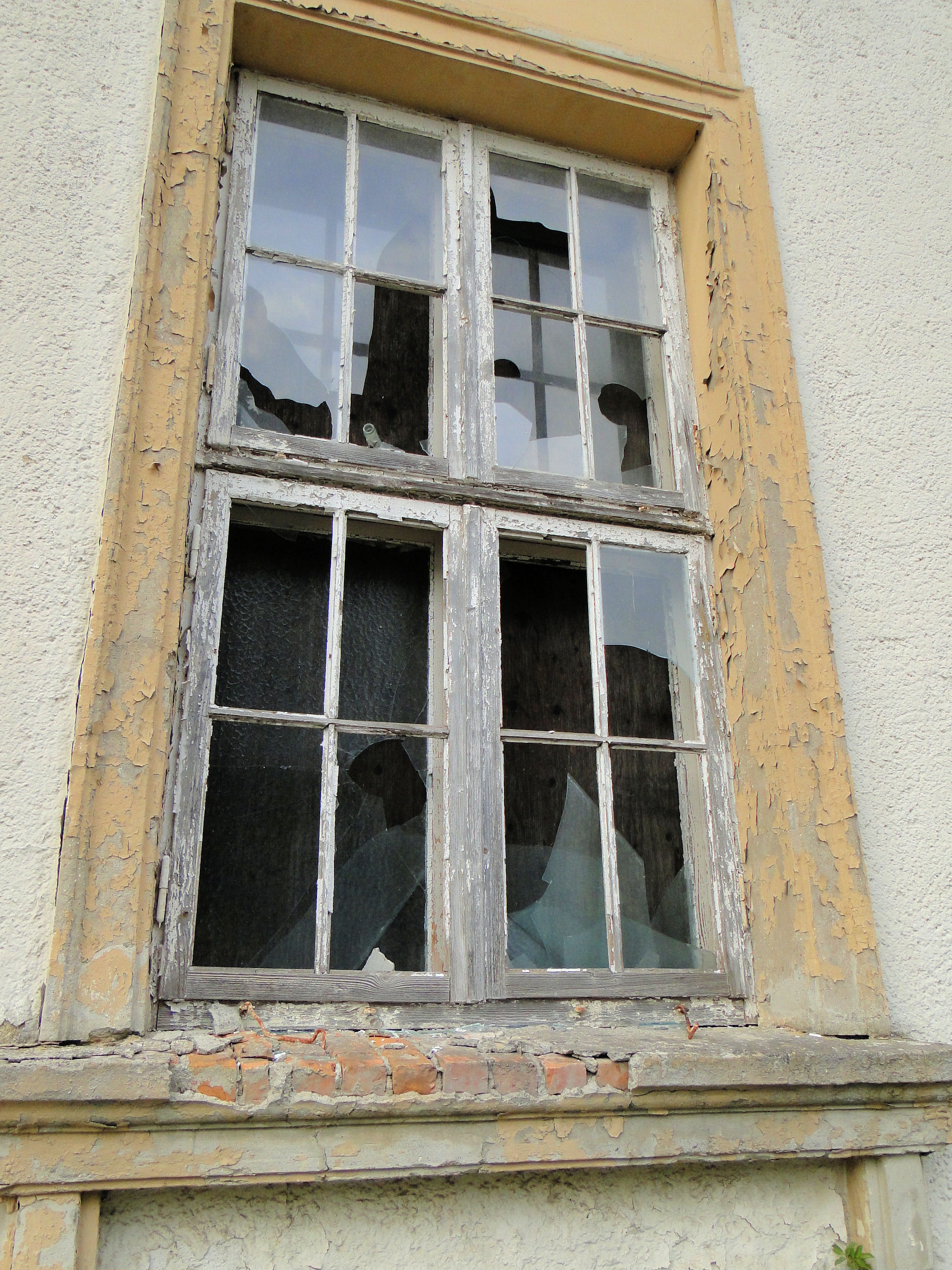

A teoria das janelas quebradas pode ser sumarizada na ideia de que, se uma janela de um edifício for quebrada e não receber logo reparo, a tendência é que passem a jogar pedras nas outras janelas, e posteriormente passem a ocupar o edifício e destruí-lo. Suas bases teóricas foram estabelecidas na escola de Chicago por James Q. Wilson e George Kelling. 

## Obra
Fixing Broken Windows: Restoring Order and Reducing Crime in Our Communities de George L. Kelling e Catherine Coles é um livro de criminologia e sociologia urbana publicado em 1996, sobre crime e estratégias para o conter ou eliminar dos ambientes urbanos. O livro é baseado num artigo com o título "Broken Windows" de James Q. Wilson e George L. Kelling, que surgiu em março de 1982 no The Atlantic Monthly. O título provém dos seguintes exemplos:
"Considere um edifício com algumas janelas quebradas. Se as janelas não forem reparadas, a tendência é que vândalos quebrem mais janelas. Após algum tempo, poderão entrar no edifício e, se ele estiver desocupado, torna-se uma "ocupação" ou até incendeiam o edifício.
OU
Considere uma calçada ou passeio no qual algum lixo está acumulado. Ao longo do tempo, mais lixo é acumulado. No final das contas, as pessoas começam a deixar lá seus sacos de lixo."
Uma estratégia de êxito para prevenir o vandalismo, dizem os autores do estudo, é resolver os problemas quando são pequenos. Reparar janelas quebradas em pouco tempo, dizem os autores, e ver-se-á que os vândalos terão menos probabilidade de estragar mais. Limpar os passeios e a tendência será de o lixo não acumular.
A teoria faz duas afirmações principais: que o crime de pequena escala ou comportamento antissocial é diminuído, e que o crime de grande escala é, como resultado, prevenido.